# Шарада (письмо)
Ша́рада́ (санскр. शारदा, IAST: śāradā) — одна из индийских абугид, происходящая от письма брахми. Около VIII века н. э. выделилось из письма гупта как его западный вариант (восточным было письмо нагари).
Является предком письменности гурмукхи, использующегося в настоящее время для языка пенджаби (наряду с арабским алфавитом). В настоящее время используется преимущественно в религиозном сообществе кашмирских пандитов, а также пишущими на санскрите индийскими буддистами.
Введена в стандарт Юникод в версии 6.1